# Bergen Challenger 2 1986
Il Bergen Challenger 2 1986 è stato un torneo di tennis facente parte della categoria ATP Challenger Series nell'ambito dell'ATP Challenger Series 1986. Il torneo si è giocato a Bergen in Norvegia dal 17 al 23 novembre 1986 su campi in sintetico indoor.

## Vincitori

### Singolare
Peter Fleming ha battuto in finale  Jan Gunnarsson con il punteggio di 6–4, 6–1

### Doppio
Kelly Jones /  David Livingston hanno battuto in finale  Peter Bastiansen /  Patrik Kühnen con il punteggio di 6–7, 7–6, 7–5